# Байдак Іван Степанович
Байдак Іван Степанович (Іван Байдак; нар. 3 березня 1990, м. Гримайлів, Гусятинського району, Тернопільської області) — сучасний український письменник.

## Життєпис
Навчався в Гусятинській загальноосвітній школі [Архівовано 15 грудня 2015 у Wayback Machine.] (1996–2006) та на факультеті іноземних мов Львівського національного університету імені Івана Франка (2006–2012, філолог, менеджер з масових комунікацій). Проходив професійні стажування у Віденському університеті та коледжі міста Монтеррей (Мексика).
Учасник низки літературних фестивалів, як от Львівський форум видавців, Київські лаври, Арсенал (Київ), фестиваль «Ї» (Тернопіль), «Artgnosis» (Вінниця), Targi Książki (Краків), Miesiąc Lwowski we Wrocławiu | Europejska Stolica Kultury (Вроцлав) та інших.

## Творчість
Твори автора вирізняються складним психологізмом, оригінальним стилем, жанровою та стилістичною різноманітністю. Творчість Івана Байдака присвячена психології вчинків, мотивації дій та їх наслідків. Автор намагається увійти в людську підсвідомість і описати те, чому людина поступила так чи інакше. Автор надає перевагу праці в  короткій прозі, де в стислому викладі можна розповісти історію, правильно її оформивши, і водночас чітко описати образи героїв та створити цікаву сюжетну лінію.

### Книги
- «Особисто я, особисто тобі» (2013 «Крок»)

Дебютна книга автора стала літературною новинкою в українському культурному просторі, адже написана по-особливому: використання гіпертексту та своєрідне право вибору для читача.
|  | У романі щонайширше розкривається психологія людських стосунків: закоханість, пристрасть, ніжність, інтриги у контексті сучасності. На головного героя чекає безліч випробувань: часом, терпінням, почуттями. Центральним образом роману «Особисто Я особисто ТОБІ» постає тридцятирічний Юра, життя якого не відрізняється нічим, від кожного успішного програміста: квартира у великому місті, робота у престижній фірмі, красиві дівчата та статус столично-львівського Дон Жуана. Чи потрібна йому єдина, Юра не задумується, поки в його життя не вривається Саша. Саме її поява надає поштовх неочікуваному розвитку подій, історія набирає нових обертів. Сюжет роману динамічний. У ньому присутній елемент дороги — символ змін та роздумів, багато сексу, кави та думок, які автор у спорадичному порядку викладає наративно – від першої особи. Основна думка твору — важливість відкинути всі страхи перед своєю долею, дати шанс собі, а можливо, і не собі одному. |

- «Рольові ігри» (2014, «Крок»)

Добірка десяти оповідань, написаних у різних стилях, непов'язаних та несхожих між собою.
|  | Новелам характерні насичена образність, філософські роздуми та динамісність сюжетів, котра то прискорюється, то навпаки скидає швидкість, переходячи до плавності. Зі втраченого романтика автор перетворюється на дорослого циніка. Тут є глибока інтелектуальна філософія. Пошуки сенсу та якості життя. Життя — це постійна зміна ролей у цьому вирі подій. Це маски, які ми щодня змінюємо залежно від ситуацій, забувши назовсім, яка з цих масок була першою, а яка справжньою. Життя — це гра, і кожен грає у неї як вміє. |

- «Псевдонім» (2016, «Крок»)

Дебютна книга верлібрів автора. Характерна рефремована проза на здебільшого ліричну та соціальну тематику. Сам автор зазначає, що збірка коротких верлібрів - наслідок відсутності часу на прозу.
|  | Поезія Івана Байдака - це пісні любові. Тієї самої, котрої так бракує цьому світові, бо,здається, що стає її дедалі менше. Не має жодних підстав не читати ці вірші - вони добре написані і, напевно, знайдуть тих, для кого були створені. І це буде доволі симпатична аудиторія! |

- «Тіні наших побачень» (2017, «Vivat»)

Збірка сюжетно непов’язаних між собою оповідань, яку автор презентує у 2017 році. Психологія людських стосунків, аналіз поведінки, причини та першопричини тих чи інших вчинків — те, що досліджує та вивчає Іван Байдак, відтворюючи у прозовій творчості. Письменник не обмежується типовими сюжетами: його герої — різних національностей, різного соціального статусу; їм властиві різні амбіції, вихідні точки, проте всі без винятку прагнуть віднайти життєву гармонію.
Ми – заручники колової системи: Гроші – Влада – Секс – Соціальність. Ми всі схибили. Створили комфорт, друже, який, не сумнівайся, урешті-решт нас уб’є. Тільки знаєш, у чому проблема? Ці всі речі – віртуальні, а матеріальні – саме час і смерть.
- «Чоловік з моїм іменем» (2019, «Vivat»)

У повісті розповідається про чоловіка на ім'я Родвелл Вільямс - замкнутого інтроверта та книголюба. Після того, як головний герой поховав батьків і пережив розлучення, він все частіше згадує минуле: студентські роки, роботу в букіністичній крамниці та випадкову знахідку – біографічні рукописи невідомого автора. Таємничі рукописи  не мають чіткого фіналу, доля автора невідома, тож Родвелл ітиме шляхами таємничого автора й розплутуватиме плетиво свого минулого. Певно він знає одне: ми всі змінюємося та стаємо з часом настільки іншими, що, якби зустрілися з нами колишніми, то навряд порозумілися б чи заговорили…
|  | Вважаю, що моя остання книга є реально найкращою. Вона є тим взірцем, на яку я хочу, аби всі мої наступні видання були схожі. Тобто створені на такому ж рівні. Все, що я написав до цього – це, звісно, непогана література, але гадаю, що це своєрідна хитавиця, просто пошук себе. Там я експериментував із жанрами, тематикою, лексикою. Але, зрештою, дійшов висновку, що хочу писати тільки схожі на цю книги», – сказав Іван Байдак. |